# Manuela Vanegas
Manuela Vanegas Cataño (Copacabana, 9 novembre 2000) è una calciatrice ed ex giocatrice di calcio a 5 colombiana, difensore del Real Sociedad e della nazionale colombiana.

## Carriera

### Club
Nata nel Dipartimento di Antioquia, Vanegas ha iniziato a giocare a calcio in Colombia con la squadra locale Formas Íntimas. Con il club ha partecipato alle edizioni 2013 e 2014 della Coppa Libertadores femminile, raggiungendo rispettivamente la finale e la semifinale. Vanegas si è unita alla squadra professionistica Envigado nel 2017, dove ha parato un rigore dopo aver sostituito il portiere infortunato della squadra in una partita di campionato del maggio 2018. Nel 2018 è passata alle rivali dell'Atlético Huila, per poi firmare per l'Independiente Medellín nel 2019, aiutando il club a raggiungere la finale di campionato.
Nel 2020 coglie l'occasione per disputare il suo primo campionato all'estero, trasferendosi in Europa, all'Espanyol, diventando una parte fondamentale della difesa del club nella stagione 2020-2021.

### Nazionale
Vanegas ha fatto il suo debutto per la Colombia durante la Copa América Femenina 2018. Il 30 luglio 2023 ha segnato il gol del 2-1 con un colpo di testa al settimo minuto di recupero del secondo tempo nella vittoria sulla Germania nella fase a gironi del mondiale di Australia e Nuova Zelanda 2023.

## Palmarès

### Nazionale
- Giochi panamericani: 1

2019